# A Guarda (Pontevedra)
A Guardia (v galicijščini in uradno, španščina La Guarda) je mesto in občina na jugozahodu Galicije, najjužnejše mesto v provinci Pontevedra..

## Geografija
S Portugalsko komunicira prek naravne meje reke  Miño na jugovzhodu, z Atlantskim oceanom na zahodu in z občino O Rosal na severu. Dostopno je po cesti PO-552 iz Tuya in iz Bayone ter iz Caminhe s trajektom. Je 50 km od Viga in 120 od Santiago de Compostela.
Višina na morski gladini ne preprečuje, da bi se Monte de Santa Tecla in Monte Terroso dvignila nad 314 m oziroma 350 m, kar omogoča odličen razgled, zlasti z Monte de Santa Tecla, kjer se lahko uživa ob pogledu na izliv reke Miño v Atlantski ocean ter gore Portugalske in Galicije.

## Zgodovina
Zgodovina mesta A Guardia je v veliki meri pogojena z njegovo privilegirano geografsko lego. Strateško mesto z bogatimi naravnimi viri, idealno za naseljevanje ljudi in politična trenja med državami.
Začetek zgodovine A Guardie se začne s prvimi človeškimi ostanki, ki so jih našli na tem območju. Natančneje, na različnih terasah, ki sestavljajo dolino reke Miño, so se okoli 10.000 pr. n. št. majhne skupine mezolitskih ljudi začele naseljevati na pobočjih gore Tecla, ki sega do reke, ki se je razširila po dolini in bližnji obali, območja, ki so ugodna za preživetje.
Naslednje poglavje je bilo v neolitiku, med 5000 in 2000 pr. n. št.. Najbolj značilni za to obdobje so petroglifi, vklesani na kamne s shematskimi risbami z veliko dokumentarno vrednostjo o življenju tega obdobja.
Med letoma 2000 in 1000 pr. n. št. najdemo bronastodobno kulturo, v kateri se s tem materialom manipulira, da po primernem taljenju naredi široko paleto predmetov. V ta leta so datirani tudi prvi stiki po morju s sredozemskimi kulturami, najprej Feničani, pozneje pa Grki.
V prvem tisočletju pr. n. št. je bila utrjena železna doba v katero sodi kultura Castro. Brez dvoma je bilo to obdobje največjega sijaja v zgodovini A Guardie in o tem pričajo številni ostanki, zlasti v številčnosti utrdb: Castro de Santa Trega, A Forca, O Castro in A Bandeira. Med njimi izstopa prva omenjena, datirana med 1. stoletjem pr. n. št. do 1. stoletja in je v bližini vrha gore ter eden najpomembnejših vzorcev galicijsko-rimske kulture Galicije.
Kultura Castro se je z naraščajočo romanizacijo razredčila. Naseljenci so jih opustili in se začeli naseljevati po dolinah, da bi lahko obdelovali zemljo. Iz rimskih časov najdemo ostanke v samem središču mesta, v kraju Saa, v O Castru in v Pintanu. Po 5. stoletju je prišlo do osvajanja Svebov, ki je podaljšal rimsko blaginjo, ne da bi pustil arheološke in dokumentarne dokaze.
V visokem srednjem veku so se v regiji Bajo Miño naselile krščanske verske skupnosti v različnih samostanih, prvi upravni referenti pa so bili podrejeni škofu iz Tuya. V času ponovnega osvajanja in po več ponovnih naselitvah je kralj Alfonz II. Asturski lovišče ustja Miño podelil grofu Sotomayorju, vendar so v drugi polovici 11. stoletja A Guardio in v večji ali manjši meri izliv reke Miño zasedli Normani, ki so se izognili prevladi tako moči škofije kot oblasti kralja Garcíe I. Galicijskega.
Od 12. stoletja je bila A Guardia pod zaščito cistercijanskih menihov, ki so se naselili v Oyi. Med svojimi dokumenti dobro opisuje uspešno gospodarsko življenje mesta. To je obdobje, v katerem je urbana postavitev podobna tisti v drugih galicijskih ribiških vaseh, kot sta Bayona ali Noya, z obzidjem v obliki trikotnika, z eno stranjo obrnjeno proti morju in cerkvijo na nasprotnem vrhu. Konec srednjega veka je bila župnijska cerkev razširjena, da se je prilagodila rasti prebivalstva.
Demografsko vprašanje je bilo odločilno v 16. stoletju z nastankom več pandemij, ki so povzročile izgubo prebivalstva. Sotomayor je z licenco Filipa II. promoviral samostan skupnosti neodvisnih benediktincev iz matične hiše San Paio de Antealtatres de Compostela.
17. stoletje je bilo ključnega pomena za zgodovino A Guardie zaradi bojevitih pritiskov  tridesetletne vojne. Zgrajen je bil grad Santa Cruz, vojaško mesto, ki so ga Portugalci osvojili leta 1665. S to zmago je A Guardia tri leta pripadala kraljestvu Portugalska. Od takrat je tudi majhna trdnjava na majhnem otočku ob izlivu pristanišča, stavba, ki je dobila ime Atalaya, glavni element mestnega grba.
Najpomembnejša stvar, ki se je zgodila v naslednjih stoletjih, je bil upad življenjskega standarda, odločilno dejstvo, zaradi katerega so se v 19. stoletju številni ljudje izselili v Ameriko, zlasti na Antile v Portoriko. Leta 1845 je bila današnja mestna hiša O Rosal razdeljena in A Guardia je bila sestavljena iz treh župnij (Santa María de A Guardia, San Lorenzo de Salcidos in La Visitación de Camposancos). V drugi polovici tega stoletja je bila na mestu A Pasaxe nameščena pomembna jezuitska šola.
20. stoletje je bilo značilno po družbenem zlomu, ki ga je povzročila španska državljanska vojna. A Guardia se je hitro pridružila vojaški vstaji, vendar je bil konflikt zaznamovan predvsem z represijo, usmrtitvah, koncentracijskih taboriščih, pretepanju, izsiljevanju in izgnanstvu. V Camposancosu na omenjeni fakulteti so Francove čete leta 1937 postavile koncentracijsko taborišče, ki so ga od začetka upora uporabile kot pripor za republikance.
Danes, ko je prestopil prag 21. stoletja, je A Guardia mesto, ki je podvrženo prikriti preobrazbi, v kateri se po obdobju sijaja v ribiškem sektorju poskuša zaradi pomanjkanja industrije tkanin spremeniti v mesto, namenjeno storitvam, zlasti turizmu. Toda ta gospodarski obrat je pomenil, da se je spet pojavil nov val izseljevanja, tokrat na Kanarske otoke.

## Znamenitosti

### Castro de Santa Tegra
Castro de Santa Trega ne arheološko najdišče z ostanki stavb naselja, ki obstajajo že od 6. stoletja pr. n. št., ki je imelo okoli 3000-5000 prebivalcev. Na gori sta tudi kapelica iz 12. stoletja in razgledna točka.

### Puerto Pesquero
Na sprednji strani pristanišča so značilne galicijske fasade hiš in Monumento al marinero desaparecido.

### Plaže
V bližini A Guarde so plaže O Muíño, A Lamiña, A Armona in O Codesal, ki mejijo na reko Miño, pa tudi morske plaže Area Grande, Fedorento in O Carreiro.

## Kultura
V muzeju Masat si lahko ogleda artefakte iz bronaste dobe, ki so jih odkrili med arheološkimi izkopavanji na Castro de Santa Tegra. Museo del Mar prikazuje zgodovinske predmete iz ribiške in pomorske zgodovine mesta. Castillo de Santa Cruz, zgrajen med špansko osamosvojitveno vojno leta 1664, je danes ohranjen kot park.
Najpomembnejši kulturni dogodek v A Guardi je La Festa do Monte, ki vsako leto poteka drugi teden v avgustu na gori Santa Tegra. Vrhunec je parada bobnarjev, ki se povzpnejo na vrh in na tej poti odženejo "zle duhove".
Druga dogodka sta La Fiesta de la Langosta in Certamen gastronómico del Pez Espada, ki se osredotočata predvsem na kulinarične posebnosti mesta.